# Helimar Schoormans
Helimar Schoormans (* 30. Dezember 1925 in Mainz; † 21. Februar 2013) war ein deutscher Maler, Grafiker und Kunstpädagoge. Er zählt zu den prägenden Künstlern der Mainzer Nachkriegsmoderne.

## Leben und Werk
Helimar Schoormans wurde 1943 zum Kriegsdienst zwangsrekrutiert und musste daher im selben Jahr das vorgezogene Notabitur ablegen. Er war von 1944 bis 1948 in französischer Kriegsgefangenschaft. Im Anschluss daran studierte er an der Kunstschule Mainz und erwarb 1952 sein Examen. Danach absolvierte er noch ein zweisemestriges Kunststudium in der Meisterklasse dieses Institutes unter Emy Roeder. Fortan wirkte er als freiberuflicher Künstler und übte verschiedene Kunstlehrtätigkeiten aus, zuletzt am Bischöflichen Willigis-Gymnasium aus.
Helimar Schoormans heiratete 1953 seine Frau Anna (geb. Ilse Müller, Oppenheim, 1. März 1935 -), und sie hatten drei gemeinsame Kinder.
Einem breiten Publikum wurde Helimar Schoormans bekannt, als er ab den frühen 1970er Jahren regelmäßig Federzeichnungen als Illustrator der Wochenendausgaben der Allgemeinen Zeitung Mainz veröffentlichte. Er illustrierte beispielsweise von 1980 bis 1995 auch das älteste deutsche Fastnachtsmagazin Narrhalla.
1971 schuf Helimar Schoormans das Triptychon Hildegard von Bingen für das Hildegardis-Krankenhaus in Mainz. Die Bildteile gründen in Hildegards literarischem Werk. Die zentrale Hauptafel zeigt Hildegard schwebend von gleißendem Licht umstrahlt mit dem Kloster Rupertsberg zu ihren Füßen. Die beiden linken Tafelteile zeigen die Visionärin Hildegard und einen apokalyptischen Reiter auf einem Tierskelett. Die beiden rechten Tafelteile präsentieren kirchliche Würdenträger und konfrontieren diese im wortwörtlichen Sinne mit dem Busen der Natur. Nach Schließung des Hildegardis-Krankenhauses kam das Werk zunächst in den Besitz der Familie des Künstlers zurück. Diese suchte und bestimmte 2019 mit dem Rupertsberger Gewölbe in Bingerbrück, dem Sitz der Hildegardisgesellschaft Bingen, den neuen Standort dieses Kunstwerkes. Der ursprüngliche gewählte Ausstellungsort des Gemäldes, die Eingangshalle des Hildegardis-Krankenhauses, war bewusst gewählt; es war kein Ort der Andacht, stattdessen aber ein Ort der Ankunft an dem Menschen medizinische Hilfe und Fürsorge suchten. Das Triptychon gilt unter Fachleuten als bedeutendes christliches Kunstwerk unserer Tage.
Helimar Schoormans wurde mehrfach für seine Arbeiten ausgezeichnet. Er erhielt 1956 das Salzburg-Stipendium, 1962 den Förderpreis des Bundeslandes Rheinland-Pfalz und 1989 das Burgund-Stipendium. Er starb wenige Wochen nach seinem 87. Geburtstag und wurde am 28. Februar 2013 auf dem Mainzer Hauptfriedhof beigesetzt.